# يسبر جنسن
يسبر جنسن (بالدنماركية: Jesper Jensen)‏ (22 أبريل 1988 بالدنمارك - ) هو لاعب كرة قدم دانمركي في مركز الوسط. لعب مع ابروتاباندلاج أكرانيس وستيارنان ونادي سوندرييسكه ونادي فايله.

## وصلات خارجية
- يسبر جنسن على موقع قاعدة بيانات كرة القدم.إي يو (الإنجليزية)